# Керрі Маніскалко
Керрі Маніскалко (англ. Kerri Maniscalco) — американська письменниця, авторка бестселера № 1 за версією New York Times «По сліду Джека Різника», серії книг «Королівство нечестивих» та фантастичного роману для дорослих «Трон полеглих» (Throne of the Fallen). Сьогодні книги К. Маніскалко перекладені більш ніж двадцятьма мовами, її історії  переглянуті в TikTok сотні мільйонів разів.

## Біографія
Керрі Маніскалко народилась у 1982 році. Виросла в мальовничій нью-йоркській долині Гудзон. Батьки майбутньої авторки мали суттєвий вплив на формування її світогляду. Батько Керрі — сицилієць, а мати — ірландка зі східноєвропейським, іспанським та єврейським корінням. Дівчинка є американкою в третьому поколінні з обох сторін. Її батько, мануальний терапевт на пенсії, мав у своєму кабінеті книги з анатомії та скульптури, тому Керрі, коли була підлітком, зацікавилася криміналістикою. Батько часто розповідав історії про коледж, де він вивчав анатомію. Ці історії сприяли пізнішій появі героїні Одрі Роуз, яка займалася судово-медичною експертизою в лабораторії свого дядька.
Мати авторки є ще одним джерелом натхнення, ця сильна та розумна жінка виховала у своїх доньок інтерес до літератури. А ще була бабуся, яка завжди була пристрасною читачкою. Дівчинка з дитинства любила готувати, одне з її улюблених місць — кухня, рецепти приготування їжі їй передала бабуся. Відгомін розмов з бабусею можна знайти в романах письменниці. Батьки брали Керрі та її сестру Келлі на вихідні в бібліотеки та книжкові магазини. В сім'ї є традиція: кожного року на Різдво мама й тато дарують доньці нову книгу в шкіряній палітурці, щоб вона поповнювала власну бібліотеку.
Освіту дівчина отримала в коледжі в Нью-Йорку (FIT), де вивчала образотворче мистецтво й комунікаційний дизайн. Хотіла стати судовим психологом, але любов до літератури переважила.
Серед улюблених творів Керрі романи Стефані Ґарбер, Гіти Треліз, Тері Холі Блек. Особливо відчувається вплив на авторку роману Наташі Нган «Дівчата з паперу та вогню», адже в ньому фігурує Король Демонів.

## Творчість
- Дебютний роман Маніскалко «По сліду  Джека-Різника» був опублікований у 2016 році видавництвом Hachette Book Group. У 2017 році книга була номінована на Audie Award у категорії young adult. Роман «По сліду  Джека-Різника» був задуманий як історичний з деякими паранормальними явищами. Авторка зізнавалася, що завжди хотіла написати твір, де головний герой намагався б влитися в реальний світ.[6] Книга отримала рецензію із зірочками від School Library Journal і позитивні відгуки від Publisher's Weekly, Booklist і School Library Connection.
- Продовження серії про Джека-Різника — друга книга «Полювання на князя Дракулу» вийшла у 2017 році й отримала низку яскравих відгуків від видань School Library Journal, Kirkus, Booklist тощо.

- Роман «Втеча від Гудіні» був написаний у 2018 році. Отримав похвалу від Hypable, Booklist, Kirkus та інших. Авторка завжди хотіла написати твір, де герої опиняються в обмеженому просторі. Убивця на круїзному лайнері — це саме те що треба, таке рішення допомогло внести у книгу напругу.[7]

Далі авторка продовжує успішно працювати над новими творами й випускає кожен рік по роману.
- 2019 — «Захоплення дияволом» (Capturing the Devil)
- 2020 — «Королівство Нечестивих»
- 2021 — «Королівство Проклятих»
- 2022 — «Королівство Страхітливих»

- 2023 — «Трон полеглих»
- 2024 — «Трон таємниць»

Новели/Антології, видані за роками
- 2018 Meeting Thomas Cresswell
- 2019 Becoming the Dark Prince
- 2023 Mermaids Never Drown

Український переклад книг К. Маніскалко здійснило видавництво BookChef. У 2024 році вийшли три книги серії «Королівство Нечестивих» та дві книги серії «По сліду  Джека-Різника».

## Особисте життя
Керрі Маніскалко має хронічне захворювання — пізню стадію хвороби Лайма. Це захворювання супроводжується виснажливим станом, який класифікують як невидима інвалідність. Авторка почала хворіти під час туру Stalking Jack the Ripper, діагноз поставили  у січні 2017 року.
Керрі відкрито говорить про хворобу в інтернеті та на заходах. Наразі вона перебуває в стадії ремісії, хоча симптоми та спалахи виникають, якщо вона не пильнує за своїм здоров'ям. Письменниця дотримується суворої кето-дієти, яка сприяє пом'якшенню та усуненню хронічного болю та інших виснажливих симптомів захворювання.